# Hreceana Hreblea, Zhurivka
Hreceana Hreblea (în ucraineană Гречана Гребля) este un sat în comuna Jovtneve din raionul Zhurivka, regiunea Kiev, Ucraina.

## Demografie
Componența lingvistică a localității Hreceana Hreblea
     Ucraineană (93,02%)
     Rusă (6,98%)
Conform recensământului din 2001, majoritatea populației localității Hreceana Hreblea era vorbitoare de ucraineană (93,02%), existând în minoritate și vorbitori de rusă (6,98%).